# Nigel Bennett
Nigel Bennett (Wolverhampton, 19 november 1949) is een Brits/Canadees acteur.

## Biografie
Bennett werd geboren in Wolverhampton en begon op elfjarige leeftijd met acteren in het schooltoneel. Hij studeerde af in theaterwetenschap aan de Universiteit van Wales. Hij gaf anderhalf jaar les, voor hij zich volledig aan het acteren wijdde. Hij bouwde in Engeland 15 jaar toneelervaring op voordat hij verhuisde naar Canada. Bennett was tweemaal getrouwd en heeft hieruit drie kinderen.
Bennett debuteerde in 1976 op televisie in de serie Play for Today, waarna hij nog in meer dan 160 televisieseries en films speelde. Hij is vooral bekend van zijn rol als Isambard Prince in de televisieserie Lexx: The Dark Zone (2000-2002) en van zijn rol als Frank Elsinger in de televisieserie PSI Factor: Chronicles of the Paranormal (1996-1999). 

## Filmografie

### Films
Selectie:
- 2017 The Shape of Water - als Mihalkov
- 2017 XXx: Return of Xander Cage - als MI6 Control
- 2004 Post Impact - als kolonel Preston Waters
- 2003 Shattered City: The Halifax Explosion - als kapitein From
- 2002 Cypher - als Finster
- 2000 The Skulls - als dr. Rupert Whitney
- 1999 Free Fall - als Donald Caldwell
- 1998 One Tough Cop - als inspecteur Bassie
- 1998 Strike! - als Harvey Sawyer
- 1997 Murder at 1600 - als Burton Cash
- 1996 Her Desperate Choice - als privédetective Raskin
- 1995 Harrison Bergeron - als dr. Eisenstock
- 1994 Legends of the Fall - als Asgaard

### Televisieseries
Selectie:
- 2011-2021 Murdoch Mysteries - als Chief Constable Giles - 13 afl.
- 2019 Tin Star - als mr. Quiring - 5 afl.
- 2019 Coroner - als Bryan Da Silva - 4 afl.
- 2014 Rookie Blue - als dr. Howard - 2 afl.
- 2008-2010 The Border - als Andrew Mannering - 16 afl.
- 2008 The Summit - als Ian Greene - 2 afl.
- 2006 The State Within - als Charles Macintyre - 6 afl.
- 2006 At the Hotel - als Jacob - 6 afl.
- 2005 Beach Girls - als Sam Emerson - 5 afl.
- 2000-2002 Lexx: The Dark Zone - als Isambard Prince - 24 afl.
- 1996-1999 PSI Factor: Chronicles of the Paranormal - als Frank Elsinger - 28 afl.
- 1997-1998 Nikita - als kolonel Egran Petrosian - 2 afl.
- 1995-1996 Action Man - als stem - 26 afl.
- 1992-1996 Forever Knight - als Lacroix - 69 afl.
- 1994-1996 Hurricanes - als stem - 7 afl.
- 1995 Road to Avonlea - als Enoch Cain - 3 afl.
- 1994 X-Men - als stem - 2 afl.

## Gemini Awards
- 2006 in de categorie Beste Optreden door een Acteur in een Leidende Rol in een Televisieserie met de televisieserie At the Hotel - genomineerd.
- 2002 in de categorie Beste Optreden door een Acteur in een Bijrol in een Televisieserie met de televisieserie Lexx: The Dark Zone - genomineerd.
- 1996 in de categorie Beste Optreden door een Acteur in een Bijrol in een Televisieserie met de televisieserie Forever Knight - gewonnen.
- 1993 in de categorie Beste Optreden door een Acteur in een Bijrol in een Televisieserie met de televisieserie Forever Knight - genomineerd.

- Bibliothèque nationale de France: cb14154852b (data)
- International Standard Name Identifier: 0000 0003 7437 1923
- Library of Congress Control Number: n96091815
- MusicBrainz: c614bdec-27c7-46b8-8441-dea4fa9f334f
- Nationale bibliotheek van Australië: 35577220
- Système universitaire de documentation: 18895936X
- Trove: 1001711
- Virtual International Authority File: 44508175
- WorldCat: E39PBJxxhVqjjjvcPkyhgGBByd